# Hafiz-Ahmed-Agha-Bibliothek
Die Hafiz-Ahmed-Aga-Bibliothek ist ein bedeutendes historisches osmanisches Gebäude in der mittelalterlichen Stadt Rhodos in Griechenland, die zum UNESCO-Weltkulturerbe gehört. Die Bibliothek wurde von Hafiz Ahmed Aga im Jahr 1793 gegründet.

## Geschichte
Hafiz Ahmed Aga wurde Mitte des 18. Jahrhunderts in dem Dorf Asgourou (türkisch: Uzgur Köyü), 3 km südlich des heutigen Zentrums der Stadt Rhodos, in einer wohlhabenden, etablierten osmanischen Familie geboren. Er wurde am kaiserlichen Hof erzogen und wurde später der oberste Ausrüster des Sultans. 1789 trat er in den Ruhestand, wurde aber reaktiviert und wurde Mitglied der regelmäßigen Delegationen, die mit den jährlichen Geschenken des Sultans an den Scharif von Mekka nach Mekka reisten. Er starb auf einer solchen Reise irgendwann zwischen 1800 und 1802.
Er gründete diese Bibliothek für die gebildete Öffentlichkeit seiner Heimatstadt mit 1.995 Manuskripten aus dem gesamten Bereich der islamischen Wissenschaften im Jahr 1793. Die Einrichtung wurde zu einem Zentrum des Lernens. Hafiz Ahmed Aga bezahlte die Bibliothekare auch dafür, dass sie die arabische Sprache unterrichteten, die für das Lesen der Texte notwendig ist.
Gegenwärtig befinden sich 1.256 Manuskripte im Besitz der Bibliothek. Zu den wertvollsten Stücken gehören ein Koran aus dem Jahr 1540, die Geschichte der türkischen Belagerung der Stadt im Jahr 1522 und Manuskripte mit persischen Miniaturen. An den Wänden befinden sich alte Karten und Gravuren der Stadt.

## Galerie

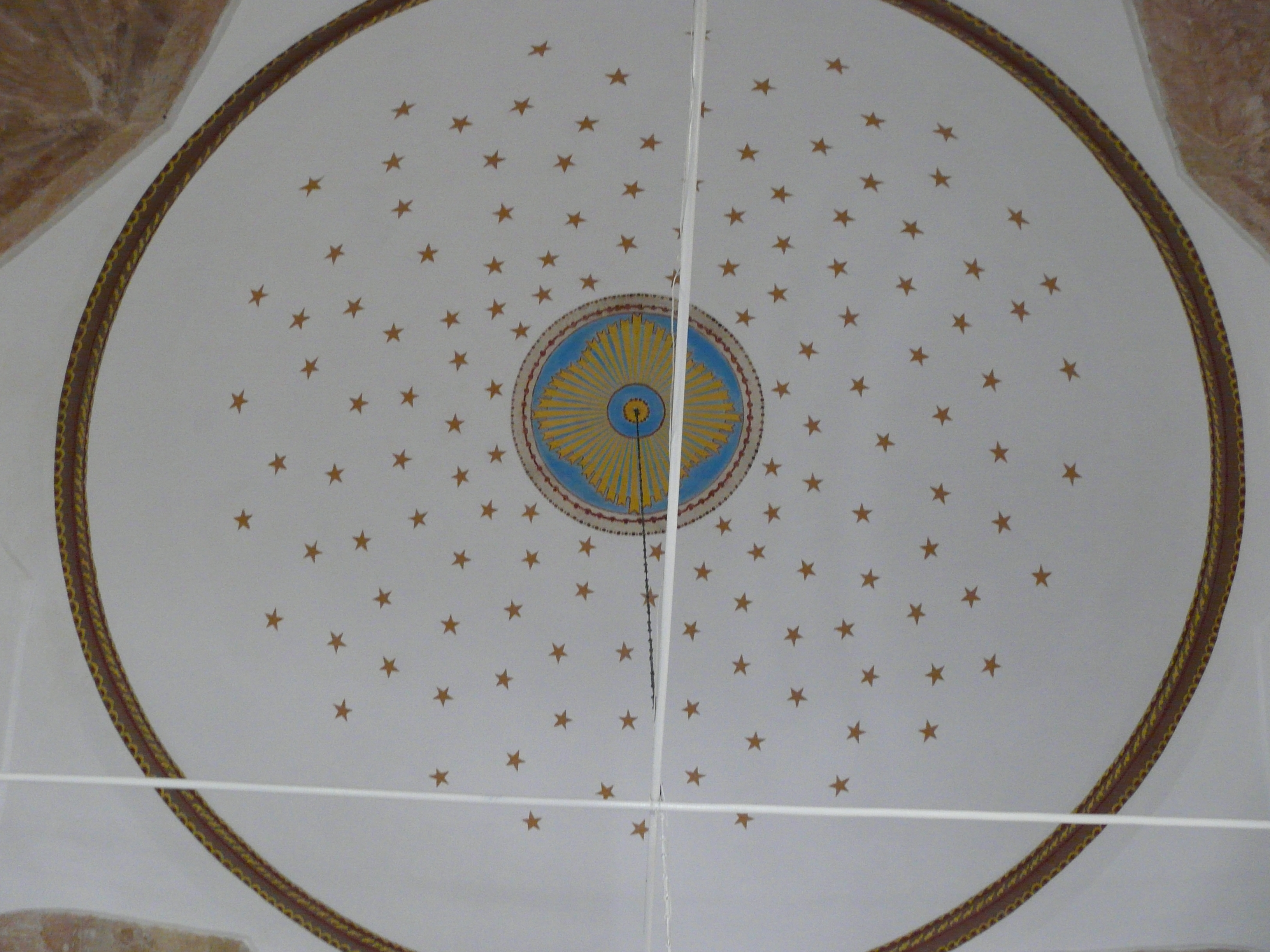
Die Decke
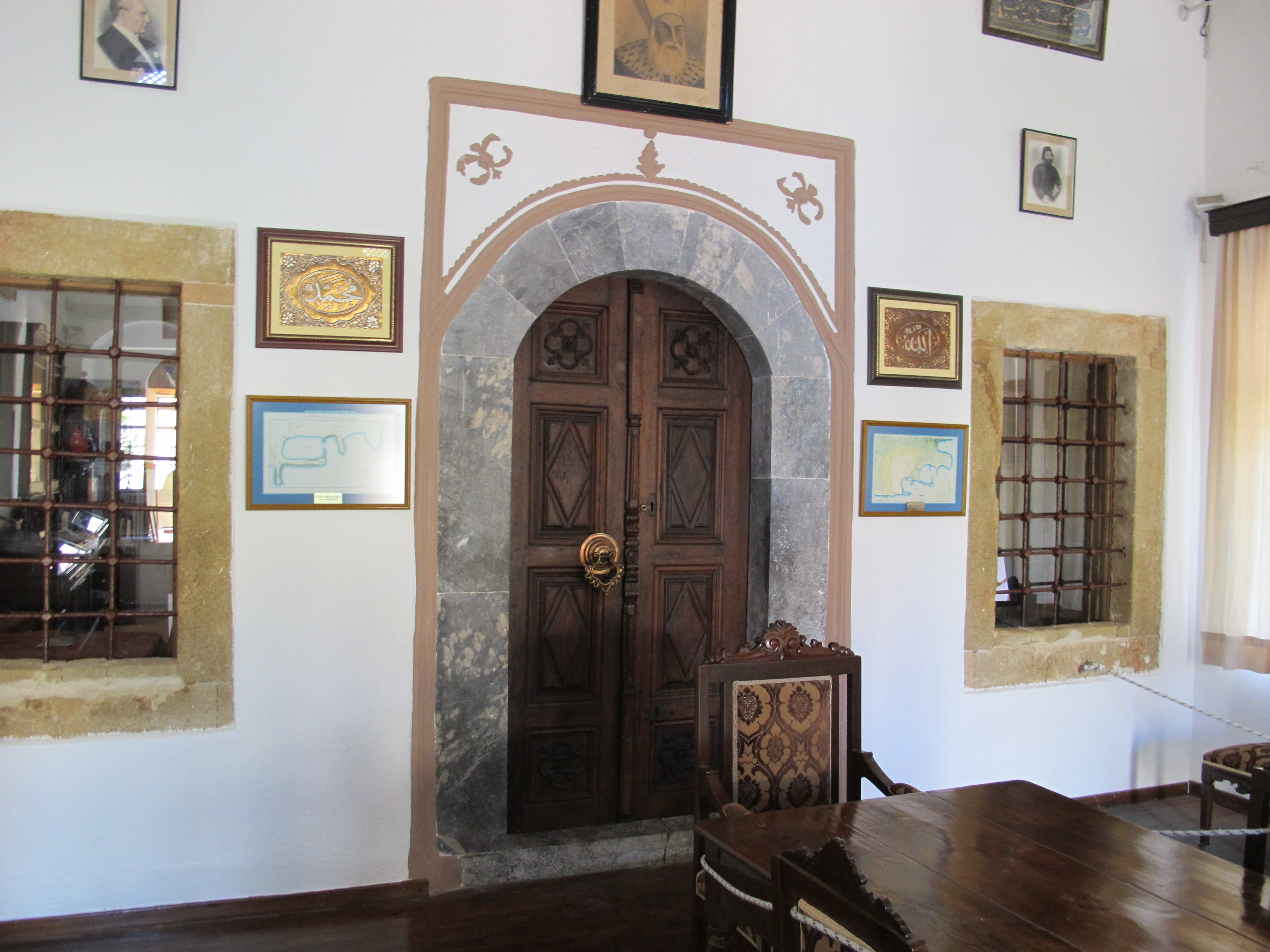
Innenansicht
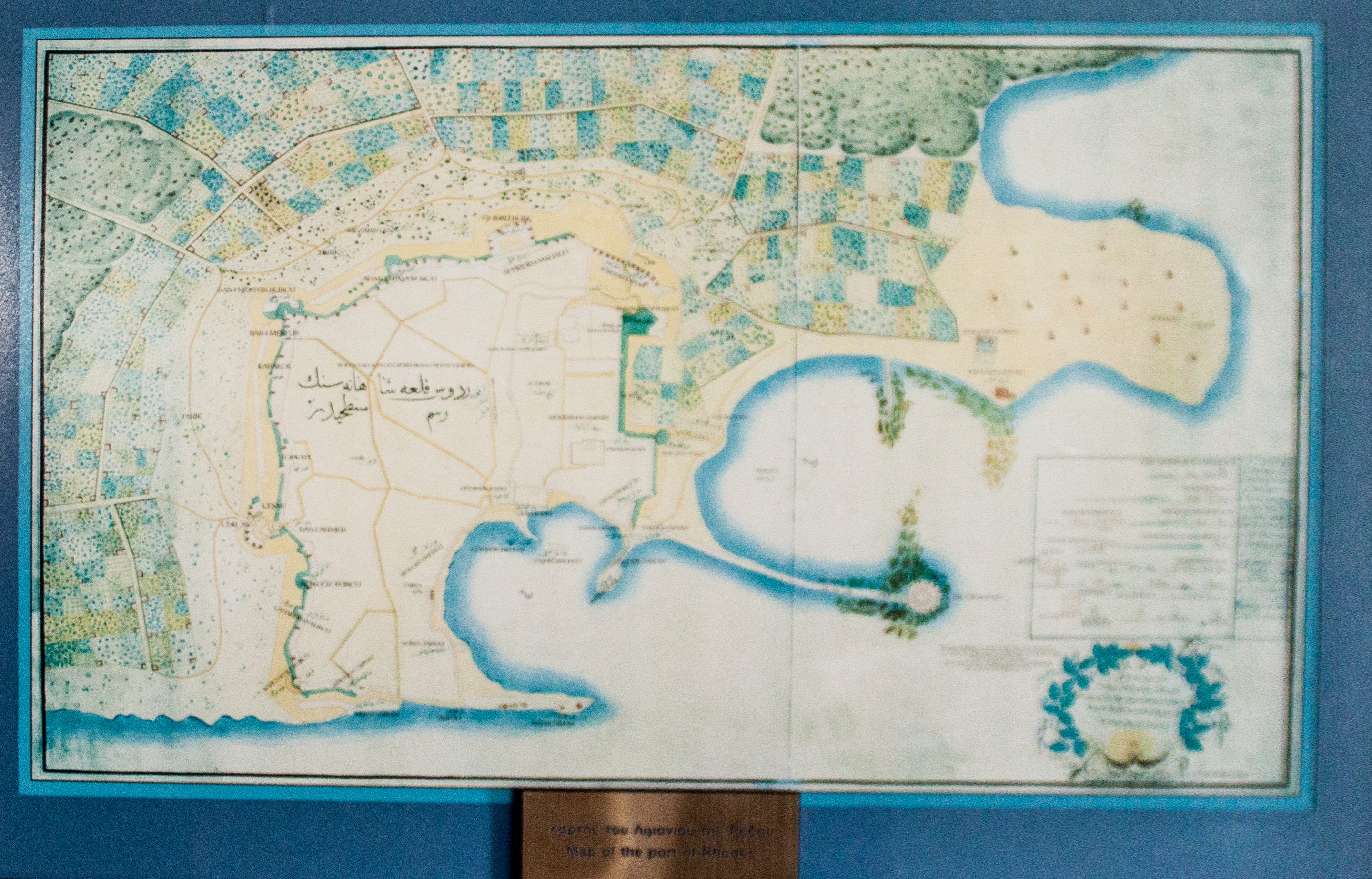
Alte Karte des Hafens von Rhodos aus der Sammlung
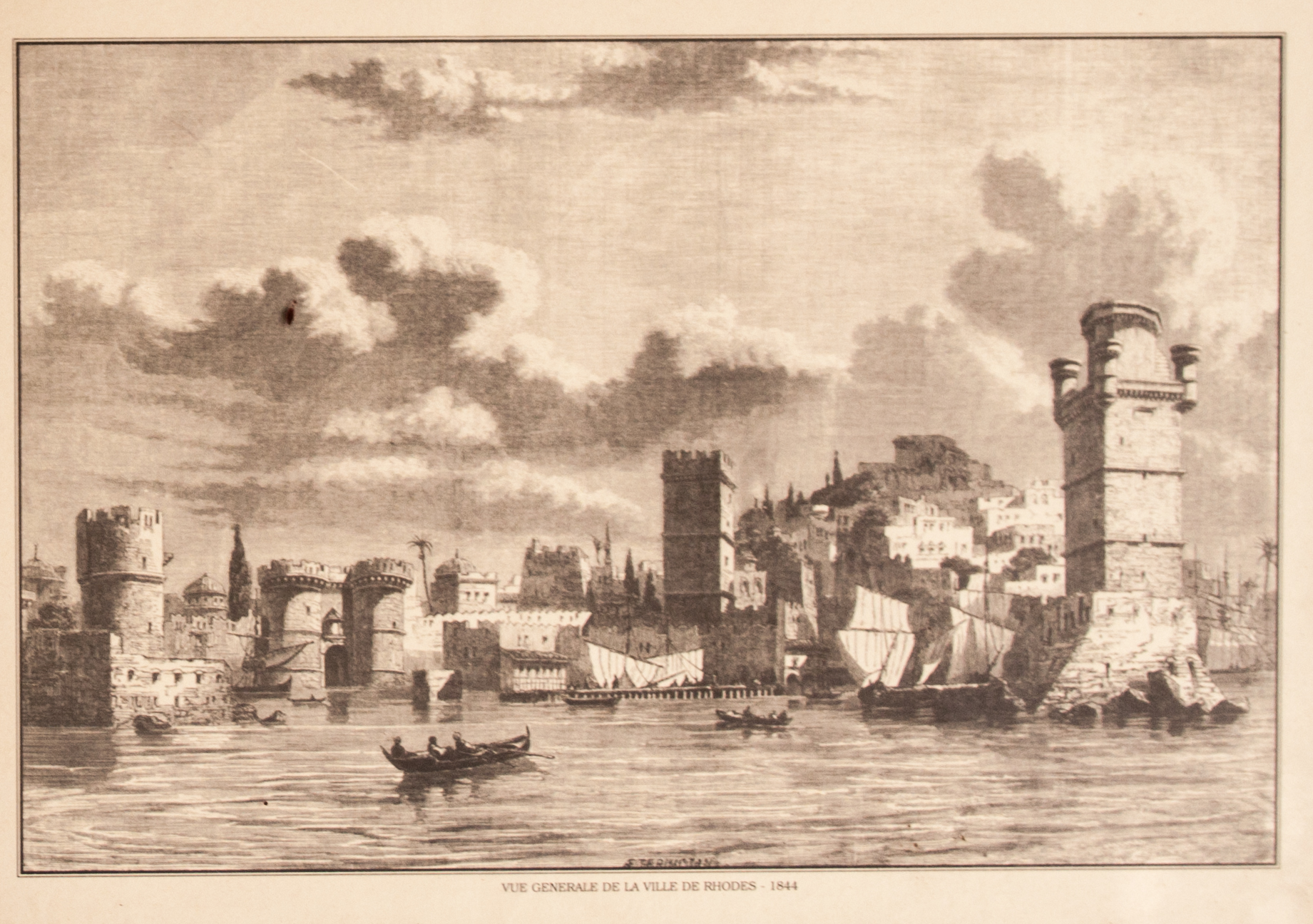
Ansicht der Stadt Rhodos, 1844
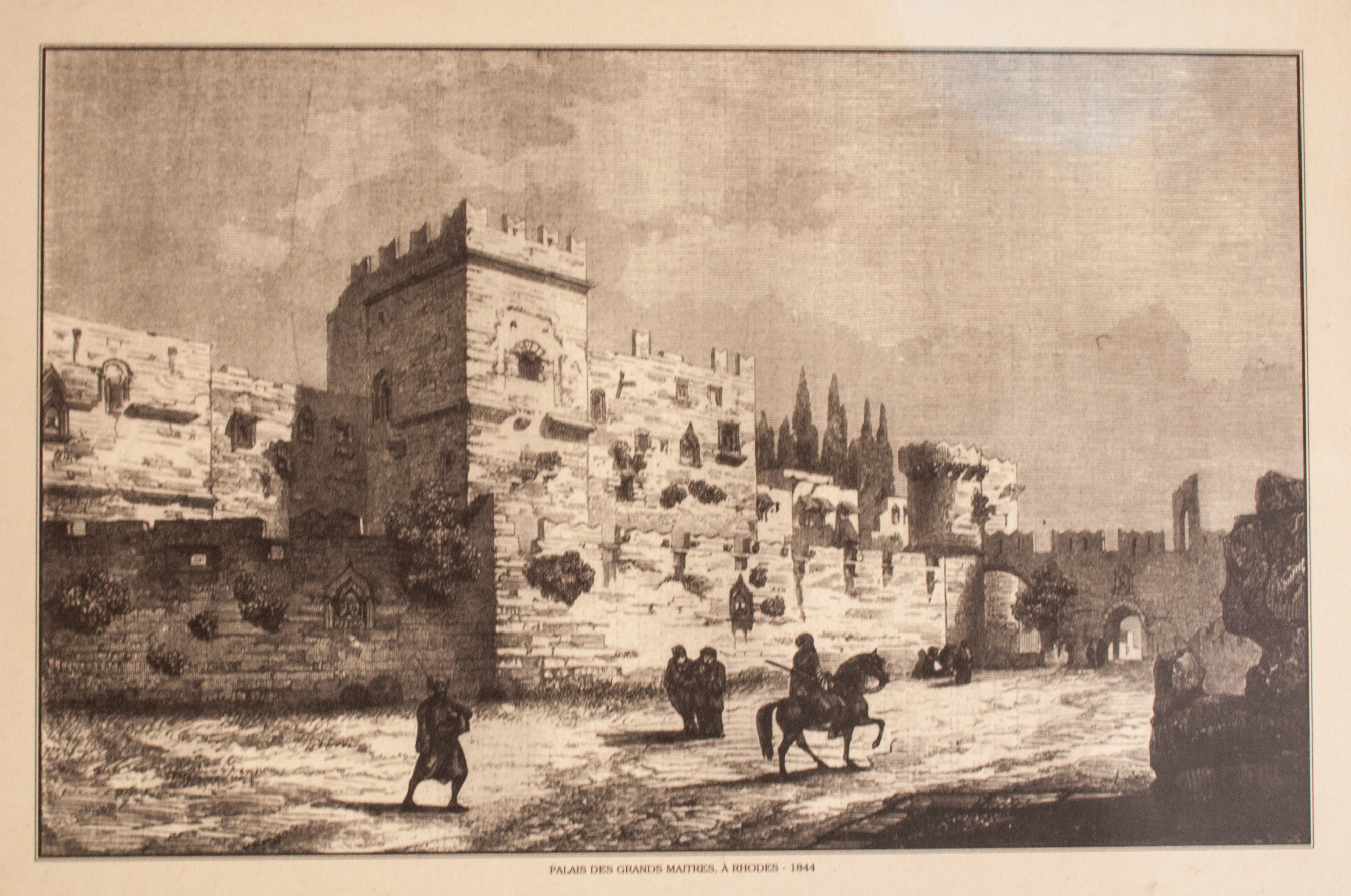
Der Palast, 1844